# Tinagma ocnerostomella
Tinagma ocnerostomella är en fjärilsart som beskrevs av Henry Tibbats Stainton 1850. Tinagma ocnerostomella ingår i släktet Tinagma och familjen skäckmalar. Inga underarter finns listade i Catalogue of Life.